# Леонтия (супруга Фоки)
Леонтия (греч. Λεοντία, лат. Leontia) — супруга Фоки, византийского императора в 602—610 годах.
Маврикий был императором в 582—602 годах. При нём армия успешно сражалась с аварами и славянами, Дунай снова стал границей империи. Маврикий стремился завладеть территорией, позже известной как Валахия. В 602 году он приказал армии зимовать севернее Дуная, солдаты возмутились. Центурион Фока повёл армию на Константинополь. В это время в Константинополе происходили волнения из-за голода с участием партии ипподрома. Маврикий покинул город до прибытия армии.
По «Пасхальной хронике» 23 ноября 602 года Фока был коронован, 25 ноября вошёл в Константинополь. Фока устроил гонки колесниц и торжественный прием в городе Леонтии, как новой императрицы. По «Хронографии» Феофана Исповедника Леонтия была коронована 27 ноября и получила почётный титул августы. Согласно «Истории правления императора Маврикия» Феофилакта Симокатты новая императорская чета возглавила торжественное шествие по городу. В тот же день были казнены Маврикий и его сыновья.
Из детей Фоки и Леонтии известна только дочь Доменция, названная в честь бабушки по отцовской линии. Она была замужем за Приском, лучшим полководцем Маврикия, при Фоке ставшим комитом экскувиторов. По «Хронографии» Феофана Исповедника брак был заключен в 607 году. По хронике Иоанна Антиохийского свадьба дочери стала началом конфликта между императором и его зятем.
В октябре 610 года Ираклий I, сын экзарха Африки пришел с армией в Константинополь и сверг Фоку. Вместе с Фокой были казнены его братья Доменциол и Коментиол. Судьба Леонии после смерти мужа неизвестна. Приск поддержал Ираклия и служил комитом экскувиторов до 5 декабря 612 года. Приска сменил Никита, двоюродный брат императора, Приска заставили принять постриг. По «Пасхальной хронике» Приск умер в монастыре Хора в 613 году. О детях Приска и Доменции ничего не известно.